# Área metropolitana de Ponce
El área metropolitana de Ponce,  y oficialmente como Área Estadística Metropolitana de Ponce, PR MSA  por la Oficina de Administración y Presupuesto, es un Área Estadística Metropolitana centrada en el municipio de Ponce en el Estado Libre Asociado de Puerto Rico. El área metropolitana tenía una población en el Censo de 2010 de 137.462 habitantes, convirtiéndola en la 3.º área metropolitana más poblada de Puerto Rico. El área Metropolitana de Ponce comprende detres municipios, siendo Ponce el municipio más poblado.

## Composición del área Metropolitana
- Juana Díaz
- Ponce (capital)
- Villalba